# Miguel Castells Artetxe
Miguel Castells Artetxe (Busturia, Biscaia, 1931) és un advocat i polític basc, fill del notari Miguel Castells Andriaensens. Va cursar la carrera de Dret a la Universitat de Madrid, on es llicencià el 1953. Destacà en la seva defensa d'activistes bascos i especialment en el Procés de Burgos (1970), on fou l'advocat de Mario Onaindia Natxiondo. Militant d'Herri Batasuna, a les eleccions generals espanyoles de 1979 fou escollit senador per Biscaia, i a les eleccions al Parlament Basc de 1980 fou elegit diputat.
Participà en els fets de la Casa de Juntes de Gernika de 1981 i fou processat per injúries al rei juntament amb Jokin Gorostidi Artola, Iñaki Ruiz de Pinedo, Txomin Ziluaga Arrate, José Luis Cereceda Garayo, Jon Idígoras Guerricabeitia, Santiago Brouard Pérez, José Ramón Echevarría Bilbao, Andoni Ibarguren Jáuregui i Severino Rodríguez de Yurre. El 31 d'octubre de 1983 fou condemnat pel Tribunal Suprem d'Espanya a un any de presó i inhabilitació per injúries arran d'un article publicat a Punto y Hora de Euskalerría el juny de 1979 on denunciava que els assassinats de Germán Rodríguez a Pamplona i Joseba Barandiarán a Donostia havien quedat impunes. El Tribunal Constitucional d'Espanya ratificà la sentència el 1985. El 23 d'abril de 1992 el Tribunal Europeu dels Drets Humans considerà que amb la sentència s'havia vulnerat la llibertat d'expressió

## Obres
- El mejor defensor, el pueblo (1978)
- Radiografía de un modelo represivo (1982)
- ¿Proceso al jurado?: conversaciones con Miguel Castells (1997) amb Eva Forest.